# Plaizac
Plaizac korábbi község Franciaországban, Charente megyében. Lakosainak száma 154 fő (2018. január 1.). Plaizac Mareuil, Rouillac, Sigogne és Vaux-Rouillac községekkel határos.
2016. január 1-jén Sonneville korábbi községgel egyesült és az így létrejött Rouillac község része lett.

## Népesség
A település népessége az elmúlt években az alábbi módon változott:
| Lakosok száma | 152  | 139  | 130  | 133  | 156  | 156  | 147  | 150  | 155  | 154  |
|               | 1962 | 1968 | 1982 | 1990 | 1999 | 2008 | 2011 | 2013 | 2017 | 2018 |